# Otto Bühler
Otto Bühler (? – ?) svájci labdarúgócsatár.
A Grasshopper labdarúgójaként tagja volt az 1934-es olaszországi világbajnokságon részt vevő svájci válogatottnak. A tornán nem lépett pályára és később sem mutatkozott be a válogatottban.